# فينر
فينر (بالألمانية: Weener) هي بلدة ألمانية تقع في سكسونيا السفلى في ألمانيا. يقدر عدد سكانها بـ 15,654 نسمة.